# Verwahrfund von Eining

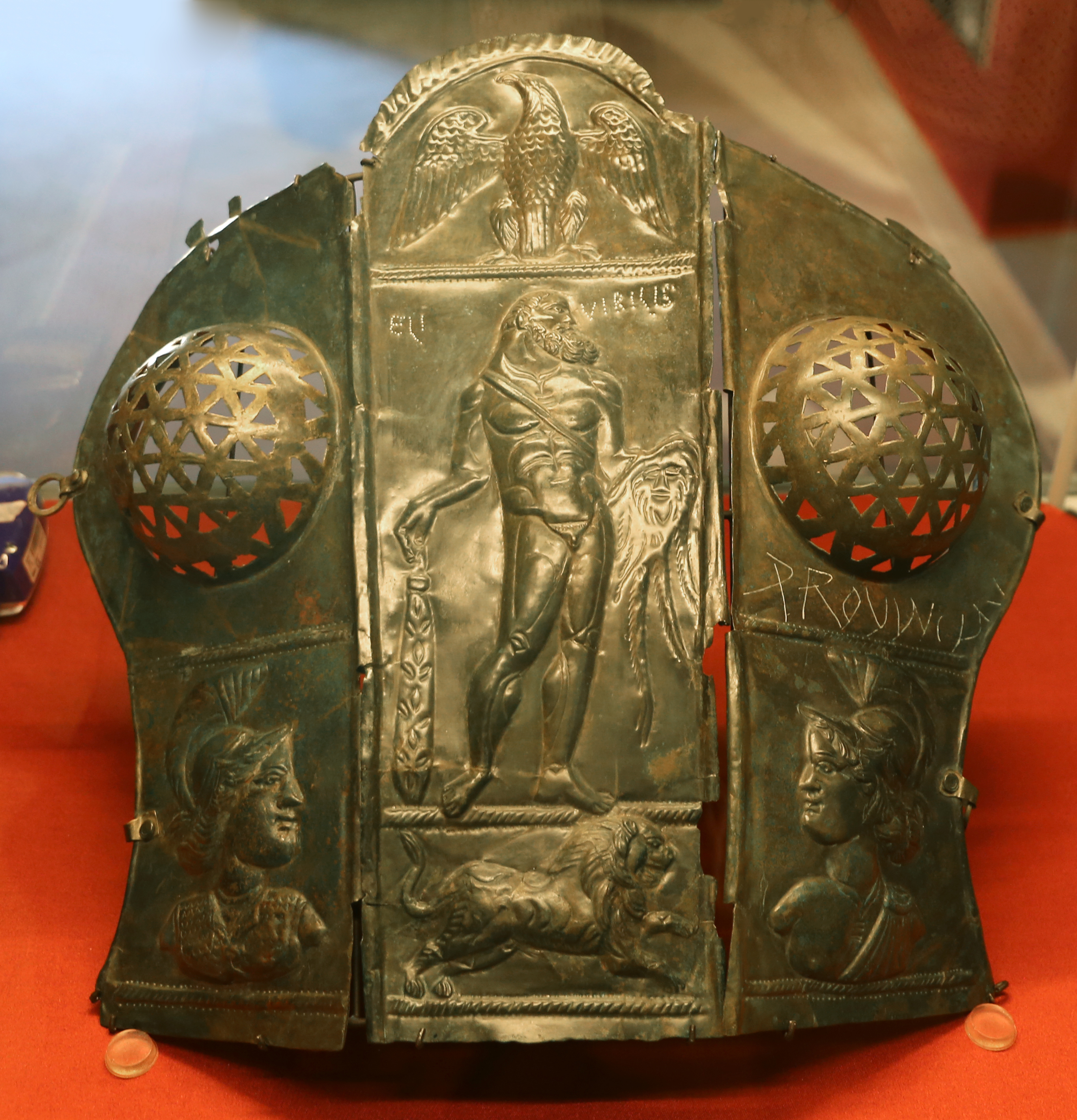
Rossstirn aus Eining (Archäologische Staatssammlung München)

Der Verwahrfund von Eining, der 1975 bei Eining zufällig entdeckt wurde, gehört neben den Schatzfunden von Weißenburg und Straubing zu den bedeutendsten archäologischen Entdeckungen in Bayern aus römischer Zeit und umfasst im Wesentlichen Teile von römischen Paraderüstungen. Der Fund wurde von Hans-Jörg Kellner dokumentiert und befindet sich heute in der Archäologischen Staatssammlung München.

## Geschichte
Das Kastell Abusina wurde zur Zeit der Herrschaft des flavischen Kaisers Titus (79–81) um das Jahr 80 n. Chr. durch die Cohors IV Gallorum (4. Kohorte der Gallier) zur Sicherung der Donaulinie als Teil der Nordgrenze des römischen Imperiums errichtet. Im frühen 2. Jahrhundert wurde die Gallierkohorte durch eine Vexillatio, ein gut 500 bis 600 Mann starkes Detachement der Cohors II Tungrorum milliaria equitata ersetzt. Ab 153 ist die Cohors III Britannorum equitata (3. teilberittene britannische Kohorte) mit sechs Zenturien Infanterie und sechs Turmen Kavallerie in Eining nachgewiesen. Sie verblieb dort bis zum endgültigen Ende der römischen Herrschaft über die Provinz Raetien im frühen 5. Jahrhundert.
Im Zuge eines ersten Alamanneneinfalls ab dem Jahr 233 wurde Abusina zerstört. Es folgten weitere Wellen der alamannischen Beute- und Eroberungszüge, bis im Jahre 260 die römische Grenzwehr in Raetien nahezu völlig zusammenbrach und die Provinz im Chaos versank, wobei auch Eining bei diesem letzten Alamannensturm erneut niedergebrannt wurde. Zahlreiche Hortfunde zeugen von dieser Zeit, so auch der Verwahrfund von Eining.
Mit den diokletianisch-konstantinischen Heeresreformen Ende des 3., Anfang des 4. Jahrhunderts und den Ausbau des Donau-Iller-Rhein-Limes konnte die Situation in den Grenzgebieten wieder beruhigt werden. Zum endgültigen Untergang Abusinas kam es um die Mitte des 5. Jahrhunderts, wohl infolge eines Vorstoßes der Alamannen von Westen. Der Kern der bajuwarischen Siedlung Oweninga, aus der das heutige Eining hervorging, bildete sich rund 500 m nördlich von Abusina und entstand erst im 6. oder 7. Jahrhundert, so dass dort keine Siedlungskontinuität vorliegt.
Der Verwahrfund von Eining wurde 1975 beim Pflügen zufällig entdeckt. Die genauen Fundumstände konnten wegen der komplizierten Verhältnisse nicht geklärt werden. Der Fund wurde nach dem Bekanntwerden vom Historiker Hans-Jörg Kellner dokumentiert und befindet sich heute in der Archäologischen Staatssammlung München.

## Umfang des Fundes
Der Verwahrfund von Eining dürfte aus dem 3. Jahrhundert (ca. 200–250) stammen und enthält neben einem Eisenbeil Teile von römischen Paraderüstungen, im Einzelnen
- einen Gesichtshelm mit sogenannter orientalischer Maske
- drei Hinterhaupthelme aus Bronze
- zwei komplette Rossstirne (ein Rossstirn mit Seepanther und Delphin mit Ruder sowie sieben Punzinschriften, eines mit Herkulesdarstellung, zwei Büsten der Minerva und Punzinschrift) sowie diverse Einzelteile wie Augenschutzkörbe und Mittelteile dreier weiterer Rossstirne
- vier Beinschienen mit Knieschutz